# Economie culturală
Economia culturală este ramura economiei care studiază relația culturii în raport cu rezultatele economice. În cazul de față, „cultura” este definită prin credințe și preferințe comune ale unor grupuri de oameni. Problemele programatice vizează dacă și în ce măsură cultura poate influența rezultatele economice și care este relația acesteia cu instituțiile.  Fiind un domeniu în expansiune în economia comportamentală, este din ce în ce mai demonstrat faptul că rolul culturii în comportamentul economic provoacă diferențe semnificative în procesul de luare a deciziilor, precum și în gestionarea și evaluarea activelor. 
Aplicațiile includ studiul unor elemente precum religia,  normele sociale,  identitatea socială,  fertilitatea,  credințele în justiția redistributivă,  ideologia,  ura,  terorismul,  încrederea,  legăturile de familie,  orientările pe termen lung   și cultura economiei.   O temă analitică generală este modul în care ideile și comportamentele sunt răspândite între indivizi prin formarea de capital social,  rețele sociale  și procese precum învățarea socială, după modelul teoriei evoluției sociale  și a cascadei informaționale.  Metodele includ atât studii de caz, cât și modelarea empirică și teoretică a transmiterii culturale în cadrul și între grupurile sociale.  În 2013, Said E. Dawlabani a adăugat abordarea sistemelor de valori la aspectul emergenței culturale a macroeconomiei. 

## Dezvoltare
Economia culturală se dezvoltă din modul în care dorințele și preferințele se formează în societate. Acest lucru se datorează parțial unor aspecte ale naturii sau tipului de mediu în care individul se dezvoltă, întrucât interiorizarea educației este responsabilă de modelarea dorințelor și gusturilor viitoare.  Gusturile dobândite pot fi considerate un exemplu în acest sens, întrucât demonstrează modul în care preferințele pot fi modelate din punct de vedere social. 
O arie cheie de gândire care separă dezvoltarea economiei culturale de economia tradițională este o diferență asupra modului în care indivizii ajung să adopte o anumită decizie. În timp ce un economist tradițional va considera că luarea deciziilor are consecințe implicite și explicite, un economist cultural ar susține că un individ va lua o decizie nu doar pe baza acestor elemente implicite și explicite, ci și pe baza unor traiectorii. Aceste traiectorii constau în regularități care au fost construite de-a lungul anilor și ghidează indivizii în procesul decizional. 

### Combinarea sistemelor de valori și a gândirii sistemice
Economiștii au început, de asemenea, să analizeze economia culturală prin intermediul unei abordări a gândirii sistemice. În această abordare, economia și cultura sunt privite fiecare ca un sistem unic în care „efectele de interacțiune și reacție au fost recunoscute și, în special, dinamica s-a realizat în mod explicit”.  În acest sens, interdependențele culturii și ale economiei pot fi combinate și mai bine înțelese urmând această abordare. 
Cartea sus-menționatului E. Dawlabani MEMEnomics: The Next Generation Economic System  combină ideile sistemelor de valori (vezi valoarea (etică) ) și gândirea sistemică în vederea evidențierii unuia dintre primele contexte care explorează efectul politicilor economice asupra culturii. Cartea analizează intersectările mai multor discipline, cum ar fi dezvoltarea culturală, comportamentul organizațional și memetica, toate în încercarea de a explora rădăcinile economiei culturale. 

## Dezvoltare
Ritmul avansat al evoluției noilor tehnologii transformă modul în care publicul consumă și împărtășește cultura. Domeniul economic cultural a înregistrat o creștere mare odată cu apariția rețelelor de socializare online, care au contribuit la îmbunătățirea productivității asupra modului de consum al culturii. Noile tehnologii au dus, de asemenea, la convergență culturală, întrucât se pot accesa tot felul de culturi pe un singur dispozitiv. De-a lungul dezvoltării lor, persoanele mai tinere din generația actuală consumă cultura mai repede decât au făcut-o părinții lor și prin intermediul unor mijloace inovatoare. Telefonul inteligent este un exemplu înfloritor în care cărțile, muzica, discuțiile, lucrările de artă și multe altele pot fi accesate pe un singur dispozitiv, în doar câteva secunde.  Acest mediu și această cultură care îl înconjoară încep să aibă un efect asupra economiei, fie în creșterea comunicării în timp ce costurile scad, reducându-se barierele de intrare în economia tehnologiei, fie asupra utilizării capacității excedentare. 

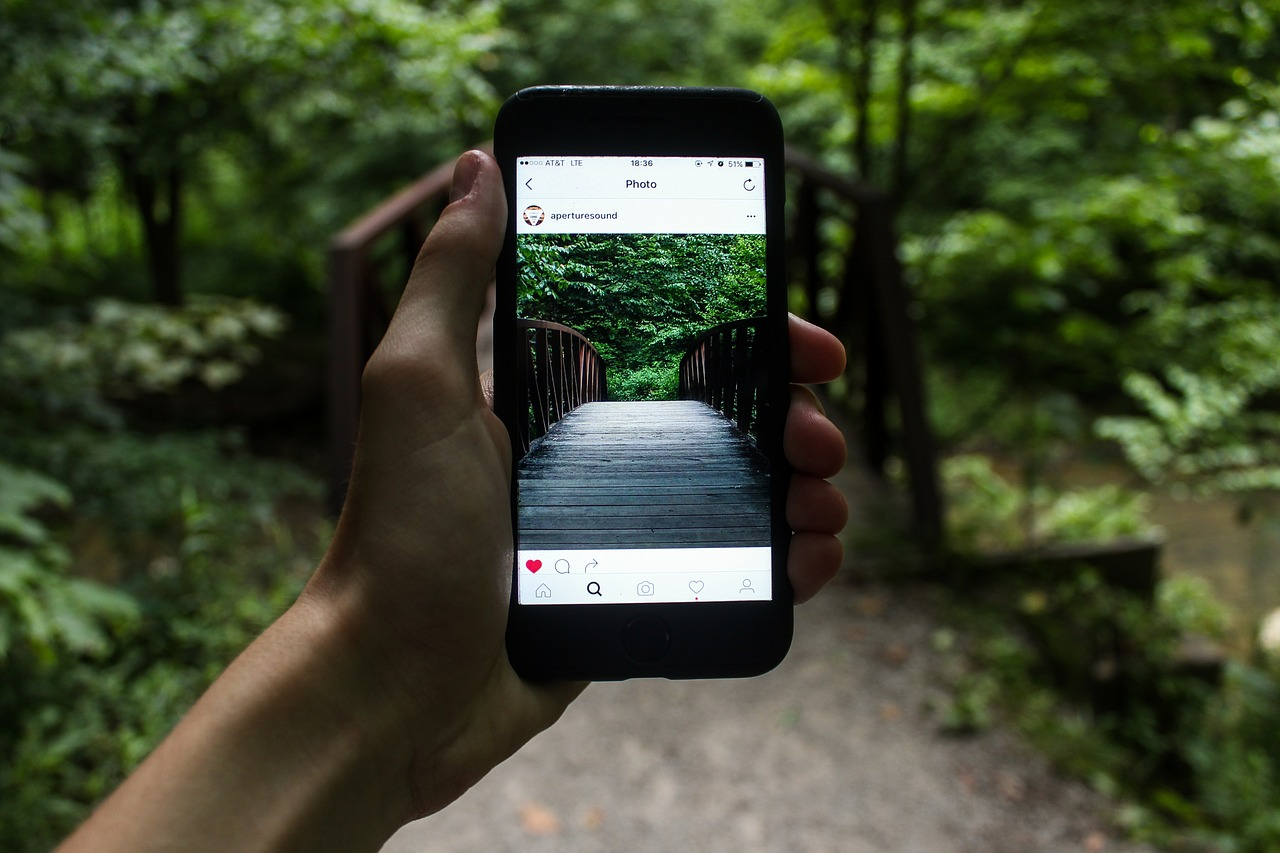
Exemplu de consum de cultură prin intermediul telefonului inteligent.

Acest domeniu a înregistrat în egală măsură o ascensiune prin apariția de noi studii economice care au avut la bază o viziune culturală. De exemplu, un studiu recent asupra populației europene care locuiește cu familia la vârsta adultă a fost realizat de Paola Sapienza, profesor la Universitatea Northwestern. Studiul a relevat faptul că cei de origine sud-europeană au tendința de a trăi în casă cu familiile lor mai mult decât cei de origine nord-europeană. Sapienza a adăugat critică culturală analizei sale de cercetare, dezvăluind că este o caracteristică a culturii sud-europene să rămână mai mult timp în casa părintească și apoi a corelat acest fapt cu modul în care aceștia au mai puțini copii și încep viața de familie mai târziu, contribuind astfel la scăderea natalității europene.  Opera lui Sapienza este un exemplu al modalității prin care creșterea economiei culturale începe să se răspândească în domeniu. 

## Dezvoltare durabilă
O sferă în care economia culturală are o prezență puternică este dezvoltarea durabilă. Dezvoltarea durabilă a fost definită drept „... dezvoltare care răspunde nevoilor prezentului, fără a compromite capacitatea generațiilor viitoare de a-și satisface propriile nevoi...“ .  Cultura joacă un rol important în acest sens, întrucât poate determina modul în care oamenii se raportează la pregătirea pentru aceste generații viitoare. Satisfacția cu efect întârziat este o problemă economică culturală cu care se ocupă în prezent țările dezvoltate. Economiștii susțin că, pentru a se asigura că viitorul este mai bun decât astăzi, trebuie luate anumite măsuri, cum ar fi colectarea impozitelor sau ideea de „a deveni verde” pentru protejarea mediului. Politici precum acestea sunt greu de promovat pentru politicienii contemporani care doresc să câștige votul alegătorilor preocupați de prezent și nu de viitor. Oamenii vor să vadă beneficiile acum, nu în viitor. 
Economistul David Throsby a propus ideea dezvoltării durabile din punct de vedere cultural, idee ce compară atât industriile culturale (precum artele), cât și cultura (în sensul societății). El a creat un set de criterii pentru care pot fi comparate prescripțiile politicii astfel încât să se asigure dezvoltarea generațiilor viitoare. Criteriile sunt următoarele: 
1. Avansarea bunăstării materiale și nemateriale: implică echilibru între forțele economice, sociale și culturale
2. Echitate intergenerațională și menținerea capitalului cultural: generația actuală trebuie să își recunoască responsabilitatea față de generațiile viitoare
3. Echitate în cadrul generației actuale: distribuția resurselor culturale trebuie să fie echitabilă
4. Recunoașterea interdependenței: politica trebuie să înțeleagă conexiunile dintre variabilele economice, culturale și alte variabile dintr-un sistem de ansamblu.

Prin intermediul acestor orientări, Throsby speră să răspândească ideea de interdependența dintre cultură și economie, ceea ce consideră că a lipsit din discuțiile economice populare.

## Finanțe culturale
Finanțele culturale reprezintă un domeniu expansionist în economia comportamentală care studiază impactul diferențelor culturale asupra deciziilor financiare individuale și asupra piețelor financiare. Prima lucrare din acest domeniu a fost, probabil, „Rolul capitalului social în dezvoltarea financiară” de Luigi Guiso, Paola Sapienza și Luigi Zingales .  Lucrarea a studiat măsura în care bine cunoscutele diferențe de capital social au afectat utilizarea și disponibilitatea contractelor financiare în diferite părți ale Italiei. În zonele țării cu un nivel ridicat de capital social, gospodăriile investesc mai puțin în numerar și mai mult în stoc, folosesc mai multe cecuri, au un acces mai mare la credit instituțional și folosesc mai puțin creditul informal. La câțiva ani mai târziu, aceiași autori au publicat o altă lucrare intitulată „Încrederea în piața bursieră” în care demonstrează că o lipsă generală de încredere poate limita participarea la bursă. Deoarece încrederea este o componentă culturală puternică, aceste două lucrări reprezintă o contribuție importantă în economia culturală. În 2007, Thorsten Hens și Mei Wang au subliniat că, într-adevăr, multe domenii ale finanțelor sunt influențate de diferențele culturale.  De asemenea, se demonstrează din ce în ce mai mult rolul culturii în comportamentul financiar, având efecte extrem de importante asupra gestionării și evaluării activelor. Folosind dimensiunile culturii identificate de Shalom Schwartz, s-a dovedit că plata dividendelor corporative este determinată în mare măsură de dimensiunile măiestriei și conservatorismului.  Mai exact, nivelul mare de conservatorism este asociat cu volume și valori ridicate ale plăților de dividende, iar nivelul scăzut de măiestrie este asociat cu exact opusul. S-a dovedit că efectul culturii asupra plăților de dividende este strâns legat de diferențele culturale în ceea ce privește riscurile și preferințele de timp.  Un alt studiu a evaluat rolul culturii în managementul veniturilor folosind dimensiunile culturale ale lui Geert Hofstede și indicele de gestionare a câștigurilor elaborat de Christian Leutz; care include utilizarea dobânzilor acumulate pentru a reduce volatilitatea în câștigurile reportate, utilizarea dobânzilor acumulate în vederea reducerii volatilității fluxului de numerar operațional reportat, utilizarea discreției contabile pentru atenuarea reportării pierderilor mici și utilizarea discreției contabile la reportarea veniturilor operaționale. S-a constatat că dimensiunea individualismului enunțată de Hofstede a fost corelată în mod negativ cu gestionarea veniturilor, în timp ce evitarea incertitudinii a fost corelată în mod pozitiv.  Economistul comportamental Michael Taillard a demonstrat modul în care comportamentele de investiții sunt cauzate în primul rând de factori comportamentali, în mare parte atribuiți influenței culturii asupra cadrului psihologic al investitorilor din diferite națiuni, mai degrabă decât comportamentele de ordin rațional, prin compararea dimensiunilor culturale folosite atât de Geert Hofstede cât și de Robert House, identificând astfel influențele puternice și specifice în comportamentul de aversiune față de risc rezultat din dimensiunile culturale care se suprapun între ele, care au rămas constante pe o perioadă de 20 de ani. 
În ceea ce privește investițiile, s-a confirmat prin intermediul mai multor studii că diferențele semnificative între culturile diferitelor națiuni reduc cantitatea de investiții între aceste țări. S-a dovedit că atât diferențele culturale între națiuni, cât și cantitatea de investitori nefamiliarizați cu o cultură care nu este a lor reduce în mare măsură disponibilitatea acestora de a investi în aceste țări și că acești factori au un impact negativ asupra randamentelor viitoare, ceea ce duce la un cost premium pentru gradul de străinătate al unei investiții.   În ciuda acestui fapt, piețele de acțiuni continuă să se integreze, așa cum este indicat de internaționalizarea prețurilor la acțiuni, dintre care cei mai mari doi factori contribuitori sunt raportul dintre comerțul internațional și raportul PIB rezultat din investițiile străine directe .  Chiar și acești factori sunt rezultatul surselor de comportament.  Raportul privind investițiile mondiale al ONU (2013)  arată că integrarea regională are loc într-un ritm mai rapid decât relațiile externe îndepărtate, confirmând rezultatul unui studiu anterior care concluziona că națiunile mai apropiate unele de altele tind să fie mai integrate.  Întrucât distanța culturală crescută reduce cantitatea de investiții străine directe, acest lucru duce la o corelație curbilinie accelerată între comportamentul financiar și distanța culturală.   
Cultura influențează, de asemenea, rolul factori utili în contextul prezicerii evaluărilor de stocuri. În Iordania, s-a constatat că 84% din variabilitatea rentabilității acțiunilor au fost contabilizate folosind masa monetară, structura pe termen a ratei dobânzii, creșterea productivității industriei și prima de risc; dar nu au fost influențate deloc de ratele inflației sau de randamentul dividendelor.  În Nigeria, atât PIB-ul real, cât și indicele prețurilor de consum au fost factori predictivi utili, dar nu și cursul de schimb valutar. În Zimbabwe, s-a constatat că numai masa monetară și prețurile petrolului sunt predictori utili ai evaluărilor bursiere.  India a identificat rata de schimb, indicele prețurilor en-gros, prețurile aurului și indicele de piață drept factori utili.  Un studiu global complet din România a încercat să identifice dacă factorii de evaluare a pieței bursiere erau universali din punct de vedere cultural, identificând astfel rata dobânzii, inflația și producția industrială, dar au constatat că rata de schimb, volumul de schimb valutar și comerțul erau toate unice pentru România . 

## Origini geografice ale trăsăturilor culturale
Caracteristicile geografice au fost recent corelate cu emergența trăsăturilor culturale și a diferențelor de intensitate a acestor trăsături culturale în cadrul unor regiuni, țări și grupuri etnice. 
Caracteristicile geografice favorabile utilizării plugului au contribuit la crearea unei diferențe între genuri în ceea ce privește productivitatea și la apariția rolurilor de gen în societate.    Caracteristicile agricole care au dus la o revenire mai mare a investițiilor agricole au generat un proces de selecție, adaptare și învățare, care cresc nivelul de orientare pe termen lung în societate. 